# Сігурд Квіле
Сігурд Квіле (норв. Sigurd Kvile, нар. 26 лютого 2000, Берген) — норвезький футболіст, захисник клубу «Фредрікстад».

## Ігрова кар'єра
Народився 26 лютого 2000 року в місті Берген. Розпочав грати у футбол в академії клубу «Філінгсдален» зі свого рідного міста. Згодом потрапив до структури «Бранна», де перебував у 2015—2016 роках, а потім приєднався до академії клубу «Фана ІЛ». У дорослому футболі дебютував 2018 року виступами за цю команду, в якій того року взяв участь у 2 матчах четвертого за рівнем дивізіону країни. Наступного року він перебрався до вищолігового клубу «Сарпсборг 08», але грав лише за молодіжну команду.
19 вересня 2020 року Квіле приєднався до клубу другого дивізіону «Осане», де до кінця року зіграв 12 ігор, а потім 18 березня 2021 року Квіле перейшов до клубу вищого дивізіону «Буде-Глімт», підписавши контракт до 31 грудня 2024 року. Він дебютував в Тіппелізі 9 травня, вийшовши замість Бреде Мое в домашній грі з «Тромсе» (3:0). 14 липня 2021 року він дебютував у єврокубках, знову вийшовши на заміну замість Мое в кваліфікаційному матчі Ліги чемпіонів проти «Легії» (0:2). Загалом за сезон він зіграв 18 ігор і забив 1 гол в усіх турнірах, ставши з командою чемпіоном Норвегії 2021 року. Квіле розпочав 2022 рік із двох матчів у Кубку Норвегії з футболу 2021/22 , а також трьох іграх Лізі конференцій 2021/22, після чого 6 травня 2022 року його віддали в оренду у «Крістіансунн» до кінця травня. Вже у своїй першій грі він отримав травму та був змушений перенести операцію. Після повернення після травми він один раз зіграв за «Буде-Глімт» у чемпіонаті, а 30 вересня його вдруге віддали в оренду у «Крістіансунн», де він до кінця року зіграв 4 гри.
31 березня 2023 року Квіле на правах оренди повернувся до «Сарпсборга 08», де провів пів року, а 31 серпня 2023 року перейшов також на правах оренди до команди другого дивізіону «Фредрікстад» до кінця 2023 року. Коли «Фредрікстад» виграв Перший дивізіон того сезону і вийшов до еліти, було автоматично активовано угоду про викуп гравця. Станом на 3 червня 2025 року відіграв за команду з Фредрікстада 35 матчів в національному чемпіонаті.

## Статистика виступів

### Статистика клубних виступів
Станом на 12 березня 2024
| Сезон                    | Клуб                     | Чемпіонат                | Чемпіонат | Чемпіонат | Національний кубок | Національний кубок | Національний кубок | Континентальні кубки | Континентальні кубки | Континентальні кубки | Суперкубки | Суперкубки | Суперкубки | Усього | Усього |
| Сезон                    | Клуб                     | Ліга                     | Ігор      | Голів     | Ліга               | Ігор               | Голів              | Ліга                 | Ігор                 | Голів                | Ліга       | Ігор       | Голів      | Ігор   | Голів  |
| ------------------------ | ------------------------ | ------------------------ | --------- | --------- | ------------------ | ------------------ | ------------------ | -------------------- | -------------------- | -------------------- | ---------- | ---------- | ---------- | ------ | ------ |
| січ.-серп. 2018          | «Фана ІЛ»                | ЗД (IV)                  | 2         | 0         | КН                 | 0                  | 0                  | -                    | -                    | -                    | -          | -          | -          | 2      | 0      |
| 2019                     | «Сарпсборг 08»           | ЕС                       | 0         | 0         | КН                 | 0                  | 0                  | -                    | -                    | -                    | -          | -          | -          | 0      | 0      |
| січ.-вер. 2020           | «Сарпсборг 08»           | ЕС                       | 0         | 0         | -                  | -                  | -                  | -                    | -                    | -                    | -          | -          | -          | 0      | 0      |
| вер.-груд. 2020          | «Осане»                  | 1Д (ІІ)                  | 10+2      | 0         | -                  | -                  | -                  | -                    | -                    | -                    | -          | -          | -          | 12     | 0      |
| 2021                     | «Буде-Глімт»             | ЕС                       | 10        | 0         | КН                 | 4                  | 1                  | ЛЧ+ЛК                | 1+4                  | 0                    | -          | -          | -          | 18     | 1      |
| січ.-трав. 2022          | «Буде-Глімт»             | ЕС                       | 0         | 0         | КН                 | 0                  | 0                  | ЛЧ                   | -                    | -                    | -          | -          | -          | 0      | 0      |
| трав. 2022               | «Крістіансунн»           | ЕС                       | 1         | 0         | КН                 | 0                  | 0                  | -                    | -                    | -                    | -          | -          | -          | 0      | 0      |
| черв.-вер. 2022          | «Буде-Глімт»             | ЕС                       | 1         | 0         | КН                 | 0                  | 0                  | ЛЧ+ЛЄ                | 0                    | 0                    | -          | -          | -          | 1      | 0      |
| Усього за «Буде-Глімт»   | Усього за «Буде-Глімт»   | Усього за «Буде-Глімт»   | 11        | 0         |                    | 3                  | 1                  |                      | 5                    | 0                    |            | -          | -          | 19     | 1      |
| вер.-груд. 2022          | «Крістіансунн»           | ЕС                       | 3         | 0         | КН                 | 1                  | 0                  | -                    | -                    | -                    | -          | -          | -          | 4      | 0      |
| січ.-лип. 2023           | «Сарпсборг 08»           | ЕС                       | 4         | 0         | КН                 | 3                  | 0                  | -                    | -                    | -                    | -          | -          | -          | 7      | 0      |
| Усього за «Сарпсборг 08» | Усього за «Сарпсборг 08» | Усього за «Сарпсборг 08» | 4         | 0         |                    | 3                  | 0                  |                      | -                    | -                    |            | -          | -          | 7      | 0      |
| серп.-груд. 2023         | «Фредрікстад»            | 1Д (ІІ)                  | 6         | 0         | КН                 | -                  | -                  | -                    | -                    | -                    | -          | -          | -          | 6      | 0      |
| 2024                     | «Фредрікстад»            | ЕС                       | 0         | 0         | КН                 | 0                  | 0                  | -                    | -                    | -                    | -          | -          | -          | 0      | 0      |
| Усього за «Фредрікстад»  | Усього за «Фредрікстад»  | Усього за «Фредрікстад»  | 6         | 0         |                    | 0                  | 0                  |                      | -                    | -                    |            | -          | -          | 6      | 0      |
| Усього за кар'єру        | Усього за кар'єру        | Усього за кар'єру        | 37+2      | 0         |                    | 8                  | 1                  |                      | 5                    | 0                    |            | -          | -          | 52     | 1      |

## Титули і досягнення
- Чемпіон Норвегії (1):

«Буде-Глімт»: 2021
- Володар Кубка Норвегії (1):

«Фредрікстад»: 2024